# Paul Seelig
Paul Seelig (født 5. oktober 1900 i København, død juni 1931 i Frankrig), var en svensk skuespiller.

## Udvalgt filmografi
- 1913 – En pojke i livets strid
- 1921 – En vildfågel
- 1922 – Vem dömer
- 1923 – Johan Ulfstjerna
- 1924 – Folket i Simlångsdalen
- 1925 – Karl XII (film)
- 1925 – Bröderna Östermans huskors
- 1925 – När Bengt och Anders bytte hustrur
- 1926 – Lyckobarnen
- 1926 – Min fru har en fästman
- 1926 – Sven Klingas levnadsöde
- 1927 – Arnljot
- 1931 – Trådlöst och kärleksfullt
- 1931 – Generalen